# Пасечник, Владимир Васильевич
Владимир Васильевич Пасечник (род. 3 февраля 1945, Москва) — советский и российский учёный, специалист в области методики преподавания биологии, доктор педагогических наук, профессор. Заслуженный работник высшей школы Российской Федерации. Ректор Московского государственного областного университета (2003—2011). Член президиума и академик-секретарь отделения биологии и географии Международной академии наук педагогического образования; действительный член (академик) Международной педагогической академии; член Проблемного совета по биологии Российской академии образования; в 1993—2017 г. председатель жюри и центральной предметно-методической комиссии по проведению Всероссийской биологической олимпиады, в 1993—2012 г. член жюри Международной биологической олимпиады. Автор более ста научных работ, программ по биологии и экологии, рекомендованных Министерством образования РФ для общеобразовательных учреждений России, методических пособий и пяти учебников, одобренных Федеральным экспертным советом, рекомендованных Министерством образования для школ России.

## Биография
- 1961 — лаборант, учитель биологии и воспитатель в школе-интернате № 64 г. Москвы.
- 1964—1967 — проходил службу в пограничных войсках.
- 1970 — окончил заочное отделение естественно-географического факультета Московского областного педагогического института им. Н. К. Крупской (учитель биологии и химии).
- 1971—1973, 1975—1979 — педагогическая работа в Алжире, преподавал биологию на французском языке в лицеях городов Тлемсен и Блида.
- В 1981 году защитил кандидатскую диссертацию на тему «Самостоятельная познавательная деятельность учащихся в процессе обучения ботаники»[3].
- с 1979 года работает в Московском педагогическом институте им. Н. К. Крупской (Московский педагогический университет, Московский государственный областной университет), проходит путь от научного сотрудника до заведующего кафедрой методики преподавания географии, естествознания и экологии, ректора[4].
- В 1994 году защитил докторскую диссертацию на тему «Теория и практика организации учебно-познавательной деятельности учащихся в процессе обучения биологии»[5].

## Достижения
Под руководством В. В. Пасечника разработано методическое и организационное обеспечение Всероссийской олимпиады школьников по биологии и подготовки сборной команды России на международную олимпиаду. Организатор проведения Международных и Всероссийских научно-практических конференций по методике преподавания биологии и экологии в школе и вузе. Автор более 100 научных работ. Автор программы по естествознанию и биологии для 5-11 классов. Организатор подготовки и проведения олимпиад по биологии и экологии Московской области. Председатель центральной предметно-методической комиссии по биологии и председатель жюри Всероссийской биологической олимпиады в 1993—2017 г.
- Почётная грамота Министерства просвещения СССР
- Знак «Отличник просвещения СССР»
- Медаль Ушинского за заслуги в области педагогических наук
- Лауреат премии губернатора Московской области (2002)
- Заслуженный работник высшей школы РФ
- Благодарности от Министра образования РФ за успешное выступление сборной команды России на Международных олимпиадах по биологии.
- Знак отличия «За заслуги перед Московской областью»
- Орден Международной академии общественных наук «Слава нации» (Золотая Звезда)
- Знак губернатора Московской области «За труды и усердие», «Благодарю», «За полезное»
- Нагрудный знак «Почётный работник сферы молодёжной политики РФ».
- Медаль Министерства обороны РФ «За укрепление боевого содружества»
- Медаль Русской православной церкви святого благоверного князя Даниила Московского.